# San Secondo (île)
Pour les articles homonymes, voir San Secondo.
San Secondo est une île de la lagune de Venise qui se situe entre San Giuliano et Venise. Elle a une superficie d'environ 0,13 km² et est facilement observable quand on se trouve à gauche du Pont de la Liberté en direction de Venise.

## Histoire
- 1034 : la famille Baffo y fait construire une église et un couvent de moines bénédictins afin de conserver une image sacrée de Sant'Erasmo.
- 1089 : le doge Vitale Faliero accorde un subside à ces moines qui vivent en pauvreté.
- 1237 : le nom de l'île (à l'origine appelée Sant'Erasmo) est donné en cette année lorsqu'y furent apportées d'Asti les reliques du saint Second d'Asti.
- 1521 : les bénédictins quittent l'île pour S. Cosma et Damiano à la Giudecca; mise sous tutelle du monastère des Saints Cosma et Damiano par bref apostolique.
- 1529 : les dominicains succèdent aux bénédictins.
- 1566 : les dominicains deviennent Lazzaretti.
- 1569 : à la suite de l'incendie de l'Arsenal, la république de Venise décide de transférer les poudrières dans diverses îles de la Lagune y compris pour San Secondo.
- 1608 : les bénédictins reconstruisent l'église.
- 1660 : les dominicains observants succèdent aux prêcheurs.
- 1806 : à la suite des édits napoléoniens, les dominicains durent déménager à S.S. Giovanni e Paolo et l'île fut alors utilisée comme siège militaire.

Aujourd'hui, San Secondo est abandonnée et presque entièrement recouverte de végétation. Il ne reste aucune trace de l'église et du couvent, qui furent remplacés, au cours de l'usage des différentes armées, par des bâtiments militaires dont il reste quelques ruines.

## Sources
- (it) Cet article est partiellement ou en totalité issu de l’article de Wikipédia en italien intitulé « San Secondo (isola) » (voir la liste des auteurs).